# 斯普林希爾 (巴特勒縣)
斯普林希爾（英語：Spring Hill）是一個位於美國阿拉巴馬州巴特勒縣的非建制地區。該地的面積和人口皆未知。

## 地理
斯普林希爾的座標為31°52′22″N 86°34′27″E / 31.872778°N 86.574167°E，而該地最高點為海拔高度148米（即486英尺）。